# Údolí tyrannosaura
Údolí tyrannosaura (orig. Tyrannosaur Canyon, tedy "Tyranosauří kaňon") je román amerického spisovatele Douglase Prestona z roku 2005 (česky vyšel v roce 2006 v nakl. BB Art).

## Děj
Hrdinou příběhu je bohatý veterinář Tom Broadbent a jeho žena Sally. Spolu s mnichem a bývalým šifrantem CIA jménem Wyman Ford utíkají před pronásledovateli z řad nájemného vraha i tajné vládní agentury, snažící se zmocnit zápisníku, obsahujícího ohromující tajemství. Tím je dosud největší a nejdokonaleji zachovaná fosilie dravého dinosaura druhu Tyrannosaurus rex, pohřbená v sedimentech fiktivního opuštěného místa zvaného Údolí tyrannosaura (odtud název knihy). Dalšími postavami jsou najatý zločinec Jimmson A. Madox, který unese a chce zabít Broadbentovu manželku (aby se dostal k zápisníku, který dal Tomovi umírající prospektor Stem Weathers), zkorumpovaný paleontolog Iain Corvus (který osvobodí z vězení a najme Maddoxe) a tajný vládní agent J. G. Masago, který se v rámci utajené operace snaží zlikvidovat všechny zainteresované postavy. Přehled charakterů z příběhu doplňuje také svérázný policejní inspektor Willer a jeho pobočník Hernandez a zejména pak nedoceněná vědkyně Melodie Crookshanková, která ve své laboratoři učiní převratný objev. Ve zkamenělině tyranosaura (kterou jí dodá Dr. Corvus) objevuje pradávné virové částice, které kdysi mohly dinosaury vyhubit - ty měly přiletět před 65 miliony let spolu s meteoritem Chicxulub a jsou tedy mimozemského původu (to však samozřejmě neodpovídá skutečnosti, jde pouze o autorovu licenci). Na konci knihy dokonce autor vysloví ústy mnicha Forda domněnku, že někdo mohl záměrně "infikovaný" meteorit zamířit k Zemi, a to za účelem vyhubení dinosaurů a umožnění vzniku člověka. Vzhledem k tomu, že částice jsou ještě virulentní, je vybudována laboratoř přímo v místě objevu zkameněliny a její ředitelkou se slavnostně stává Crookshanková, která tak zároveň odčinila svou podceňovanou dlouholetou práci v podzemní laboratoři...
Děj akčně laděného příběhu se odehrává zejména v odlehlých náhorních planinách Nového Mexika (jihozápad USA), většina míst popisovaných v příběhu přitom skutečně existuje (řeka Chama, silnice č. 84, útesy Mesa Viejo, náhorní planiny Věčných, kostel dominikánů nedaleko Santa Fe ("Kristův klášter v poušti") apod.). Naopak samotné Údolí tyrannosaura je pouhý výmysl autora, některé lokace pak do Nového Mexika obrazně "přenesl" odjinud (např. z Texasu), což v doslovu přiznává a řádně uvádí.

## Hodnocení
Kniha je poměrně čtivá a dobře napsaná, nejvíce kritiky však sklízí za poměrně málo uvěřitelnou zápletku a poněkud očekávatelný konec (z hlediska přežití kladných postav příběhu). Některé postavy (např. Wyman Ford či Tom Broadbent) se znovu objevují i v dalších Prestonových románech.